# Grotta Azurra
Grotta Azurra (ibland även skrivet Grotta Azzurra, den korrekta italienska formen) var en sluten nattklubb på Grev Magnigatan 5 på Östermalm i Stockholm, verksam under åren 1923–1943. Nattklubben var ett populärt tillhåll för konstnärer, författare, musiker och skådespelare.

## Historia och miljö
Klubben startades under namnet Circolo Italiano av den italienske futuristiske  konstnären och galleristen Arturo Ciacelli (1883–1966), gift med den svenska konstnären Elsa Ström-Ciacelli. Efter sju framgångsrika år lämnade han över driften till restaurangmannen Olof Linder, som i sin tur 1937 överlät klubben till kyparen Werner Zellgren.
Polisrazzior med syfte att beivra eventuell olaglig utskänkning av sprit och vin eller distribution av narkotika förekom vid ett flertal tillfällen. Då brott inte kunde styrkas eller endast bagatellartade ordningsförseelser kunde påvisas drevs klubben vidare med smärre modifikationer.
Verksamheten bytte namn vid flera tillfällen. Under Olof Linders och Werner Zellgrens tid användes namnet Caverna Artium och under de båda sista åren – med Signe Zellgren som ägare – hette etablissemanget Artist. Också namnet Sällskapet Esteta användes av klubbens ägare. Gästerna fortsatte emellertid att säga Grotta Azurra. Det är också uteslutande under detta namn som etablissemang blev och förblev känt under såväl samtid som framtid.
Jazzbasisten Thore Jederby har vittnat om att "[e]gentligen var plejset inget annat än en kolkällare å ingen stor sån. Inte särskilt flott men med en atmosfär som knappt finns i dag", samt vidare om att "[v]em som helst kom inte in där å åtminstone under en lång tid så körde dom med medlemskort å såna där privatskåp för kröken som man hade på Embassy"; det senare för att kringgå spritrestriktionerna.

## Gäster
Klubben, dess gäster och verksamhet, nämndes emellanåt i dåtidens dags- och veckopress liksom i senare memoarer. Utförliga uppgifter härom samt listor på från exempelvis litteraturen, konsten, filmen och teatern kända personer som besökte stället finns återgivna i en monografi av Kristina Lejdström.
I den medlemslista som författaren och kulturskribenten Rolf Almström återgav i sin artikel När Grottfolket lekte om natten (se nedan) finns idel kända namn, exempelvis Jussi Björling, Johnny Bode, Johan Bonnier, Otto G. Carlsund, Gunnar Ekelöf, Hasse Ekman, Nils Ferlin, Carl Florman, Björn Forsell, Max Gumpel, Bertil Bull Hedlund, Gunnar Hägglöf, Emil Iwring, Eyvind Johnson, Anders Jahre, Stig Järrel, Ivar Lo-Johansson, Bror Marklund, Lorens Marmstedt, Börje Mellvig, Vilhelm Moberg, Gunnar Philipson, Carl Gustaf von Rosen, Evert Taube, Raoul Wallenberg, Erik Wästberg, Helge Söderblom och Erik Zetterström  (Kar de Mumma).

## Musik på Grotta Azurra
Grotta Azurra var även ett populärt tillhåll för dåtidens svenska musiker. Den ovannämnde Jederby har berättat att "[d]är har ju varenda svensk som blev musiker hängt [...]. I vart fall dom som är i min ålder eller däromkring. Taube var där jämt på den tiden å ibland kunde det hända att han kompa Sven Arefeldt på trummor därnere. Jussi tillhörde också dom många av tidens kändisar som höll till där".
När jazzgruppen Franska Hotkvintetten uppträdde i Stockholm i februari 1939 hamnade gruppens ledande solister Django Reinhardt och Stéphane Grappelli efteråt på Grotta Azurra där de efter stängningstid deltog i en flera timmar lång jam session tillsammans med bland annat den amerikanske trumpetaren Jack Butler samt de svenska musikerna Sven Stiberg, Kalle Löhr och Emil Iwring. De tre sistnämnda bildade kort efter detta en liknande svensk jazzcombo, Svenska Hotkvintetten.

## Grotta Azurra i film och litteratur
Grotta Azurra skildras under namnet "Jordkulan" i ett avsnitt i Vilhelm Mobergs roman Sömnlös. Miljön inspirerade även Pär Lagerkvist till romanen Bödeln. Grotta Azzurra omnämns också i Klas Östergrens roman Fattiga riddare och stora svenskar samt i flera av Ivar Lo-Johanssons självbiografiska berättelser.
Enligt filmskribenten Jurgen Schildt är nattklubben "Valencia" i filmen Lördagskvällar (1933) förmodligen avsedd att föreställa Grotta Azurra.